# Droga wojewódzka 830
Die Droga wojewódzka 830 (DW 830) ist eine 42 Kilometer lange Droga wojewódzka (Woiwodschaftsstraße) in der polnischen Woiwodschaft Lublin, die Lublin mit Bochotnica verbindet. Die Strecke liegt in der kreisfreien Stadt Lublin, im Powiat Lubelski und im Powiat Puławski.

## Streckenverlauf
Woiwodschaft Lublin, Kreisfreie Stadt Lublin
-  Lublin (S 12, S 17, S 19, DK 19, DK 82, DW 809, DW 822, DW 835)

Woiwodschaft Lublin, Powiat Lubelski
- Szerokie
- Uniszowice
- Płouszowice-Kolonia
- Płouszowice
- Tomaszowice
- Tomaszowice-Kolonia
- Miłocin (Gmina Jastków), Miłocin (Gmina Wojciechów)

Woiwodschaft Lublin, Powiat Puławski
-  Sadurki (DW 827, DW 860)
- Antopol
-  Nałęczów (DW 826)
- Łąki
- Wąwolnica
- Rogalów
- Łopatki-Kolonia
- Karmanowice
- Celejów
- Wierzchoniów
-  Bochotnica (DW 743, DW 824)